# Хэй, Джордж, 7-й граф Эррол
Джордж Хэй, 7-й граф Эррол (англ. George Hay, 7th Earl of Erroll; ок. 1508 — 30 января 1573) — шотландский дворянин и политик.

## Биография
Сын Томаса Хэя (? — 1513) и Маргарет Логи, внук Уильяма Хэя, 3-го графа Эррола (ок. 1449—1507). Отец Джорджа Томас вместе со своим старшим братом Уильямом Хэем, 4-м графом Эрролом, погиб в битве с англичанами при Флоддене 9 сентября 1513 года.
После того, как его двоюродный брат Уильям Хэй, 6-й граф Эррол, скончался в 1541 году, оставив только маленькую дочь, Джордж унаследовал графский титул, а вместе с ним и семейный титул лорда верховного констебля Шотландии. 6-й граф Эррол, унаследовавший графство в детстве, умер в возрасте 19-20 лет. К тому времени, когда Джордж унаследовал титулы, баронство находилось во владении короны в течение 19 лет и четырех месяцев.
Пэрство Шотландии позволяет титулам передаваться по женской линии. Джин Хэй (1540—1570), младшая дочь 6-го графа Эррола, могла унаследовать графство как графиня Эррол. Вместо этого корона вела переговоры о наследовании Джорджа с условием, что он заплатит 4000 мерков Хелен, вдовствующей графине Эррол, и женит одного из своих сыновей на Джин Хэй «по желанию короля».
После смерти короля Шотландии Якова V в декабре 1542 года, оставившего шестидневную дочь Марию, королеву Шотландии, в качестве своей преемницы, граф Эррол был одним из дворян, подписавших соглашение о поддержке ее матери Марии де Гиз, вступившей в регентство. Они безуспешно доказывали, что графа Аррана следует дисквалифицировать, потому что развод его отца и второй брак были недействительными, что делало его незаконнорожденным. Арран передал регентство Марии де Гиз в 1554 году.
В 1554 году у Джорджа Хэя возникли разногласия со своей женой Маргарет Робертсон. Мария де Гиз советовала примириться. Маргарет Робертсон написала Марии де Гиз из Перта, что он не восстановил её жизнь, и ей, возможно, придется приехать и жить при дворе в качестве дворянки. Граф Эррол утверждал, что она поддерживала «сломленных людей», безземельных повстанцев, которые украли его товары, но Маргарет писала, что должно быть хорошо известно, что она не желала ни вреда, ни потерь ему или их детям. Она послала своего старшего сына, Эндрю, мастера Атолла, чтобы более подробно объяснить свое дело.
Он был членом Тайного совета при Марии, королеве Шотландии, в 1561 году. Он встал на сторону Гамильтонов в интересах плененной королевы Марии в 1569 году, но не лишился своих титулов в поддержку королевы.
В апреле 1567 года граф Эррол подписал контракт с группой таверны Эйнсли, согласившись на брак Марии, королевы Шотландии, с графом Ботвеллом.
Джордж Хэй, 7-й граф Эррол, скончался в 1573 году. Ему наследовал его старший сын Эндрю Хэй, 8-й граф Эррол (1531—1585).

## Брак и дети
В 1528 году Джордж Хэй женился на Маргарет Робертсон, дочери Александра Робертсона из Струана, 5-го главы клана Доннхайд, и внучке Джона Стюарта, 1-го графа Атолла, и от неё родилось девять детей:
- Леди Элизабет Хэй (род. 1531), 1-й муж — сэр Уильям Кейт, лорд Кейт (? — 1580), сын Уильяма Кейта, 4-го графа Маришаля; 2-й муж — Катберт, барон Кулхарт
- Эндрю Хэй, 8-й граф Эррол (ок. 1531—1585), женился на своей двоюродной сестре Джин Хэй, дочери 6-го графа Эррола
- Леди Маргарет Хэй, замужем за Лоуренсом Олифантом, 4-м лордом Олифантом (1529—1593)
- Джон Хэй из Мучолла
- Лоуренс Хэй, который, как сообщается, разрушил особняк в Финдо Гаске
- Джордж Хэй из Ардлетена
- Леди Беатрикс Хэй (род. 1560), замужем за Уильямом Хэем из Делгати
- Томас Хэй, пастор Терриффа
- Александр Хэй.

В 1561 году граф Эррол женился на Хелен Брайсон, дочери Уолтера Брайсона из Питкаллена, и у них родилось еще двое детей:
- Эвфем Хэй (скорее всего, умер молодым)
- Леди Элизабет (Изобель) Хэй, вышла замуж за сэра Джона Лесли из Балкуэйна и развелась с ним за супружескую измену; вышла замуж во второй раз за Джеймса, лорда Балфура, барона Гленоули.